# Chavannes-les-Grands
Chavannes-les-Grands är en kommun i departementet Territoire de Belfort i regionen Bourgogne-Franche-Comté i östra Frankrike. Kommunen ligger i kantonen Grandvillars som tillhör arrondissementet Belfort. År 2022 hade Chavannes-les-Grands 343 invånare.

## Befolkningsutveckling
Antalet invånare i kommunen Chavannes-les-Grands
| Referens: INSEE |